# 유럽 고속도로 847호선
유럽 고속도로 847호선(European route E847)은 이탈리아의 시치냐노델리알부르니에서 베르날다까지 이르는 B-클래스급 고속도로로, 총 연장은 159 km이다.

## 주요 경유지
- 이탈리아
  - E45 시치냐노델리알부르니
  - E90 베르날다(영어판)